# Calle Johansson
Carl Christian "Calle" Johansson (* 14. února 1967 v Göteborgu) je bývalý švédský hokejový obránce, trenér a skaut.

## Hráčská kariéra
S hokejem začínal v týmu KBA-67, se kterým hrál ve třetí nejvyšší švédské lize Division 2. V týmu zůstal až do sezóny 1982/1983 a jeho výkon nezůstal nepovšimnut. Následně s ním podepsal smlouvu tým Västra Frölunda IF, který hrál nejvyšší ligu Elitserien. Tým před sezónou 1984/85 spadl do nižší ligy Division 1. Johansson byl draftován v roce 1985 v 1. kole celkově 14., týmem Buffalo Sabres a pak odešel do týmu IF Björklöven, se kterým odehrál dvě sezóny v Elitserien.
V létě 1987 odešel hrát hokej do zámoří, kde nastupoval v NHL za tým Buffalo Sabres. Ve své první sezóně NHL s týmem postoupil do playoff a na konci sezóny byl jmenován do All-Rookie Teamu. V následující sezóně nezačal moc dobře, 9. října 1988 si v zápase proti Philadelphia Flyers zranil vazy v palci a musel vynechal část sezóny 1988/89. Do týmu Sabres se vrátil 25. listopadu 1988. 7. března 1889 byl společně s druhým kolem draftu vyměněn do týmu Washington Capitals za Clinta Malarchuka a šesté kolo draftu 1991.
V Capitals se stal během 15 odehraných sezón jedním z nejlepších obránců Washingtonu. Ačkoli byl zastíněn pozorností některých legendárních obránců Capitals jako byli Scott Stevens, Rod Langway, Kevin Hatcher, Al Iafrate a nebo Sergej Gončar, byl solidní posilou klubu. V sezóně 1992/93 byl součástí obranného jádra v Capitals a stanovil nový klubový rekord v bodování mezi obránci i přesto, že Hatcher, Iafrate a Sylvain Côté vstřelili více než 20 gólů. Také byl součástí týmu Capitals který se probojoval do finále Stanley Cupu v roce 1998, ale nakonec byli poražení týmem Detroit Red Wings 0:4 na zápasy. Na začátku sezóny 2001/02 si poranil pravé rameno a musel na náročnou operaci a do sezóny se již nestihl vrátit. V následující sezóně odehrál všech 82 zápasů v základní části ale v playoff se nepohodl s hlavním trenérem Brucem Cassidym, který ho nechal v šestého zápase playoff proti týmu Tampa Bay Lightning sedět. Poté oznámil klubu, že v klubu nezůstane a jako volný hráč si bude hledat angažmá jinde. Nakonec změnil názor a chtěl zůstat v Capitals, kde ale nedostal smlouvu a proto se rozhodl ukončit kariéru. Pro Capitals začal pracovat jako evropský skaut. Bez ledního hokeje nevydržel a připravoval se na comeback do NHL v týmu Toronto Maple Leafs, kde na závěr základní části odehrál 8 zápasů v nichž získal 6 asistencí a s týmem postoupil do playoff, kde byli vyřazeni v semifinále týmem Philadelphia Flyers 2:4 na zápasy. Poté definitivně ukončil hráčskou kariéru.

## Trenérská kariéra
V sezóně 2007/08 nahradil asistenta trenéra Bennyho Westbloma v týmu Frölunda Indians kde trénoval do konce sezóny. Po osmi letech se vrátil zpět do organizace Capitals ale ne jako hráč nebo skaut, ale jakožto nový asistent hlavního trenéra Adama Oatese, se kterým hrával v letech 1996–2002.

## Moderátorská kariéra
Po definitivní ukončení hráčské kariéry se vrátil do Švédska dělat hokejového komentátora v přestávkách ve studiu Canal +. Ve studiu komentoval zápasy v Elitserien a zápasy v NHL a byl s Andersem Parmströmen hlavní komentátoři v Canal+. Později ztratil televizní Canal+ práva na zápasy v NHL před sezónou 2009/10. Spolu s bývalým komentátorem Niklasem Holmgrenem, s kterým společně komentovali zápasy, odešli do jiné televizní stanice Viasat, kde pokračují stejným způsobem jako v Canal+.

## Ocenění a úspěchy
- 1985 MEJ - All-Star Tým
- 1987 Elitserien - Švédský nováček roku
- 1987 MS - Nejlepší obránce
- 1988 NHL - All-Rookie Team
- 1992 Viking Award

## Prvenství
- Debut v NHL - 8. října 1987 (Buffalo Sabres proti Minnesota North Stars)
- První asistence v NHL - 8. října 1987 (Buffalo Sabres proti Minnesota North Stars)
- První gól v NHL - 22. listopadu 1987 (Buffalo Sabres proti Los Angeles Kings, kanadskému brankáři Glenn Healy)

## Klubové statistiky
| Sezóna       | Klub                | Soutěž       |      | Základní část | Základní část | Základní část | Základní část | Základní část |    | Play off | Play off | Play off | Play off | Play off |
| Sezóna       | Klub                | Soutěž       | Z    | G             | A             | B             | TM            | Z             | G  | A        | B        | TM       |          |          |
| 1981/1982    | KBA-67              | Div. 2       | 27   | 3             | 3             | 6             |               | —             | —  | —        | —        | —        |          |          |
| 1982/1983    | KBA-67              | Div. 2       | 29   | 12            | 11            | 23            |               | —             | —  | —        | —        | —        |          |          |
| 1983/1984    | Västra Frölunda IF  | SEL          | 28   | 4             | 4             | 8             | 10            | —             | —  | —        | —        | —        |          |          |
| 1984/1985    | Västra Frölunda IF  | Div. 1       | 41   | 14            | 14            | 28            | 50            | —             | —  | —        | —        | —        |          |          |
| 1985/1986    | IF Björklöven       | SEL          | 17   | 1             | 2             | 3             | 14            | —             | —  | —        | —        | —        |          |          |
| 1986/1987    | IF Björklöven       | SEL          | 30   | 2             | 13            | 15            | 20            | 6             | 1  | 3        | 4        | 6        |          |          |
| 1987/1988    | Buffalo Sabres      | NHL          | 71   | 4             | 38            | 42            | 37            | 6             | 0  | 1        | 1        | 0        |          |          |
| 1988/1989    | Buffalo Sabres      | NHL          | 47   | 2             | 11            | 13            | 33            | —             | —  | —        | —        | —        |          |          |
| 1988/1989    | Washington Capitals | NHL          | 12   | 1             | 7             | 8             | 4             | 6             | 1  | 2        | 3        | 0        |          |          |
| 1989/1990    | Washington Capitals | NHL          | 70   | 8             | 31            | 39            | 25            | 15            | 1  | 6        | 7        | 4        |          |          |
| 1990/1991    | Washington Capitals | NHL          | 81   | 11            | 41            | 52            | 23            | 10            | 2  | 7        | 9        | 8        |          |          |
| 1991/1992    | Washington Capitals | NHL          | 80   | 14            | 42            | 56            | 49            | 7             | 0  | 5        | 5        | 4        |          |          |
| 1992/1993    | Washington Capitals | NHL          | 77   | 7             | 38            | 45            | 56            | 6             | 0  | 5        | 5        | 4        |          |          |
| 1993/1994    | Washington Capitals | NHL          | 84   | 9             | 33            | 42            | 59            | 6             | 3  | 1        | 4        | 4        |          |          |
| 1994/1995    | Washington Capitals | NHL          | 46   | 5             | 26            | 31            | 35            | 7             | 3  | 1        | 4        | 0        |          |          |
| 1994/1995    | EHC Kloten          | NLA          | 5    | 1             | 2             | 3             | 8             | —             | —  | —        | —        | —        |          |          |
| 1995/1996    | Washington Capitals | NHL          | 78   | 10            | 25            | 35            | 50            | —             | —  | —        | —        | —        |          |          |
| 1996/1997    | Washington Capitals | NHL          | 65   | 6             | 11            | 17            | 16            | —             | —  | —        | —        | —        |          |          |
| 1997/1998    | Washington Capitals | NHL          | 73   | 15            | 20            | 35            | 30            | 21            | 2  | 8        | 10       | 16       |          |          |
| 1998/1999    | Washington Capitals | NHL          | 67   | 8             | 21            | 29            | 22            | —             | —  | —        | —        | —        |          |          |
| 1999/2000    | Washington Capitals | NHL          | 82   | 7             | 25            | 32            | 24            | 5             | 1  | 2        | 3        | 0        |          |          |
| 2000/2001    | Washington Capitals | NHL          | 76   | 7             | 29            | 36            | 26            | 6             | 1  | 2        | 3        | 2        |          |          |
| 2001/2002    | Washington Capitals | NHL          | 11   | 2             | 0             | 2             | 8             | —             | —  | —        | —        | —        |          |          |
| 2002/2003    | Washington Capitals | NHL          | 82   | 3             | 12            | 15            | 22            | 6             | 0  | 1        | 1        | 0        |          |          |
| 2003/2004    | Toronto Maple Leafs | NHL          | 8    | 0             | 6             | 6             | 0             | 4             | 0  | 0        | 0        | 2        |          |          |
| Celkem v NHL | Celkem v NHL        | Celkem v NHL | 1110 | 119           | 416           | 535           | 519           | 105           | 12 | 43       | 55       | 44       |          |          |
| Celkem v SEL | Celkem v SEL        | Celkem v SEL | 75   | 7             | 19            | 26            | 44            | 6             | 1  | 3        | 4        | 6        |          |          |

## Reprezentace
| Rok            | Tým            | Soutěž         | Z  | G | A | B  | TM |
| -------------- | -------------- | -------------- | -- | - | - | -- | -- |
| 1984           | Švédsko 19     | MEJ            | 5  | 2 | 3 | 5  | 6  |
| 1985           | Švédsko 19     | MEJ            | 5  | 4 | 0 | 4  | 4  |
| 1986           | Švédsko 20     | MSJ            | 7  | 1 | 1 | 2  | 6  |
| 1987           | Švédsko 20     | MSJ            | 6  | 0 | 8 | 8  | 6  |
| 1991           | Švédsko        | KP             | 6  | 1 | 2 | 3  | 0  |
| 1991           | Švédsko        | MS             | 4  | 1 | 1 | 2  | 6  |
| 1992           | Švédsko        | MS             | 5  | 0 | 0 | 0  | 4  |
| 1996           | Švédsko        | SP             | 4  | 1 | 5 | 6  | 8  |
| 1998           | Švédsko        | OH             | 4  | 0 | 0 | 0  | 2  |
| Celkem v MEJ   | Celkem v MEJ   | Celkem v MEJ   | 10 | 6 | 3 | 9  | 10 |
| Celkem v MSJ   | Celkem v MSJ   | Celkem v MSJ   | 13 | 1 | 9 | 10 | 12 |
| Celkem v MS    | Celkem v MS    | Celkem v MS    | 9  | 1 | 1 | 2  | 10 |
| Celkem v KP/SP | Celkem v KP/SP | Celkem v KP/SP | 10 | 2 | 7 | 9  | 8  |